# Steinbruch Retznei

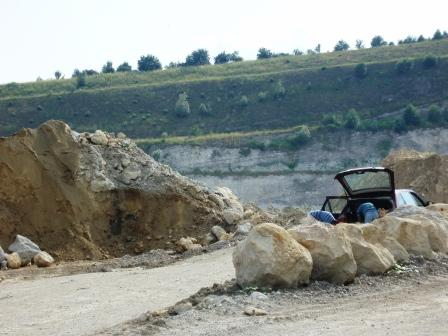
Der Steinbruch in Retznei

Der Steinbruch Retznei liegt in Retznei in der Südweststeiermark, am Nordrand der Windischen Bühel. Der Kalk dient primär der Zementherstellung im Zementwerk Retznei.

## Geschichte
1908 wurde in Retznei die Ehrenhauser Portlandzement GmbH gegründet, und 1909 der Steinbruch begonnen.
Im Jahr darauf, 1910, wurde es von der in Kirchbichl/Tirol ansässigen Firma Perlmooser Zementwerke übernommen.
1938, vor Ausbruch des Zweiten Weltkrieges, betrug der Abbau 88.000 Tonnen pro Jahr, 1941 wurde schon in zwei Terrassen abgebaut,
Ende der 1960 begann der volltechnisierte Abbau mit Tiefbohrlochsprengung, 1970 wurde der Bahnanschluss zum Zementwerk hergestellt. 1981 betrug die Jahres-Fördermenge dann schon 800.000 t. In diesem Jahr wurde auch das Vorkommen nördlich des Ortes am Rosenberg angefangen (dieser Abbau bestand schon früher, wurde aber in den 1950ern als „kleiner, verlasser Bruch“ vermerkt), und im alten Abbau mit der Rekultivierung begonnen.
Seit 1997 ist Perlmooser ein Teil des französischen Konzern Lafarge, der seinerzeit weltweit führenden Baustoffgruppe. Der Abbau erfolgt heute durch die Nachfolge-Firma Lafarge Perlmooser, einem der weltweit größten Zementhersteller und der größte Österreichs, in einer Tochterfirma mit 30-Prozent-Beteiligung der Strabag (Lafarge Cement). Wegen der im Rohmaterial vorhandenen Schwefelbeimengungen wurde 1998 eine Rauchgaswäsche nachgerüstet, 2005 eine Stickstoffreinigung im SNCR-Verfahren. In den 2010ern sind in  Retznei im Abbau und im Zementwerk etwa 90 Beschäftigte tätig.

## Geologie
Das Vorkommen
ist eine Bank aus Leithakalk,
einem Sedimentgestein des Meeres Paratethys. Es hat sich hier am Rande der Grazer Bucht (Steirisches Tertiärbecken) an der Mittelsteirischen Schwelle abgelagert. Die Formation entstammt dem Badenium (der lokalen Zeitstufe, die dem Langhium und unteren Serravallium des Miozän entspricht) und ist um die 16 bis 13 Millionen Jahre alt. Die untersten Schichten sind ein Mergel.
Bei dem Vorkommen in Retznei handelt es sich weniger um ein echtes Riff, sondern unstrukturiertere Korallengemeinschaften
und Korallenrasen, es finden sich Seegraswiese, lockeres Riffgerüst, Algenschuttkalk, Rhodolithenkalk, eine Austernbank, mit verbreitet klastischem Bruchmaterial und mit zwischengeschalteten Feinsandlagen. Insgesamt dürfte es sich insbesondere in den Regressionsphasen des Meeres um oberflächen- bis brandungsnahe Lebensräume einer Untiefe gehandelt haben, dabei dürfte der östliche (neue) Steinbruch am Rosenberg schon in etwas tieferem Wasser gelegen haben.
Der Steinbruch ist vor allem für seinen Fossilien- und Mineralienreichtum bekannt. Gefunden wurden
Calcit (gelb, glasklar, milchig; in verschiedenen Kristallformen,
Drusen, mit Fossilien verwachsen),
Pyrit-Markasit (Knollen, ausgefüllte Fossilien, teilweise auch Kristallaggregate).
An Überresten der Tierwelt fanden sich 
Zackenbarsch Epinephelus casottii (vollständig erhalten)
Otodus megalodon (Verwandter des Weißen Hais, Zähne bis ca. 13 cm groß),
Ammenhai Ginglymostoma delfortriei (Zähne),
Meißelzahnlippfisch Trigonodon jugleri und
Drückerfisch Balistes muensteri (jeweils Gebissreste),
Kugelfisch,
Igelfisch (Oligodiodon, Kauplatten),
Tintenfisch (Sepia vindobonensis, Schulp),
Perlboote,
Krabben (ganz, Scheren, Panzer;
Schwimmkrabbe Portunus monspeliensis;
Dairidae),
Seeigel (Clypeaster, Schicaster, Conoclypus).
Muschelkerne (mit und ohne Schalenerhaltung, Bohrmuscheln).
Zweimal jährlich bietet der Betreiber einen Fossiliensuchtag an.

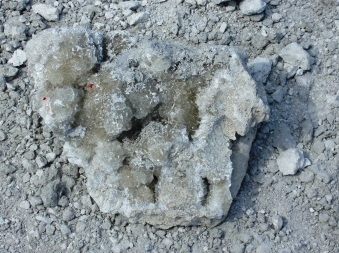
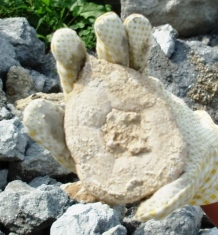
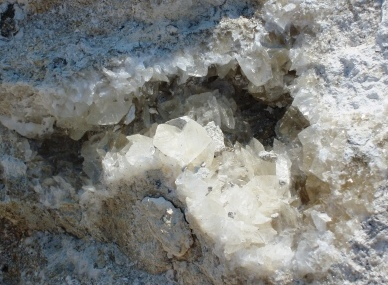
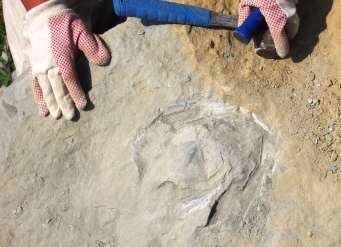
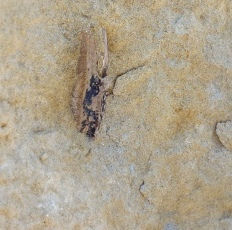
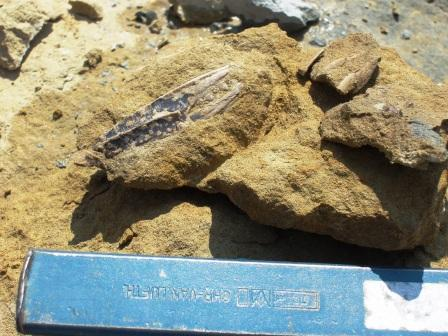

## Abbau und Verarbeitung
Das Unternehmen betreibt einen großen Steinbruch, welcher sich auf zwei Aufschlüsse aufteilt. Der ältere, westliche (⊙) ist schon seit mehr als 100 Jahren in Betrieb, wird aber zurzeit sukzessive rekultiviert und in ein großes Biotop umgewandelt. Der zweite Bruch, Rosenberg, nördlich des Ortes Retznei (⊙) ist erst seit einigen Jahren in Betrieb.
Die Verarbeitung erfolgt im ortsansässigen Werk Retznei. Das Rohmaterial Kalk wird zuerst (nach Sprengung) in einer Brecher-Anlage zerkleinert und über Förderbänder zu den Kugelmühlen im Werk auf der anderen Ortseite transportiert. Danach erfolgt ein Transport auf eine Lagerhalde. Weiters wird der Ton als Zuschlag abgebaut. Nach chemischer Analyse (Zusammensetzung) wird der Rohstoff entsprechend der gewünschten Ziel-Zusammensetzung abgemischt und im Drehrohrofen zu Zement gebrannt.
Hier werden etwa 500.000 Tonnen Zement pro Jahr produziert, beigemengt werden rund 20.000 Tonnen Gips, 90.000 Tonnen Hochofenschlacke aus Donawitz oder 50.000 Tonnen Steinkohleasche aus dem Fernheizkraftwerk Mellach. Ein Teil des Rohmaterials (15 %) stammt auch aus dem Steinbruch Weissenegg. Zur Befeuerung wird auch Kunststoff-Recyclingmaterial (gelber Sack) verwendet, Lafarge verbrennt in Retznei und Mannersdorf (NÖ) 90.000 Tonnen jährlich. Diese thermische Verwertung wird nicht unkritisch gesehen.
Das Werk verfügt über eine eigene Bahnverladeanlage. Hier wird beispielsweise der Zement für den Koralmtunnel produziert, der etwa 10 % der Produktion ausmacht.

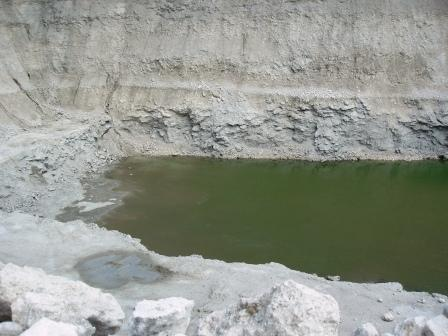
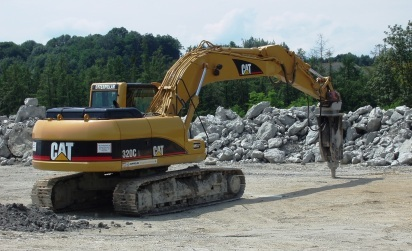
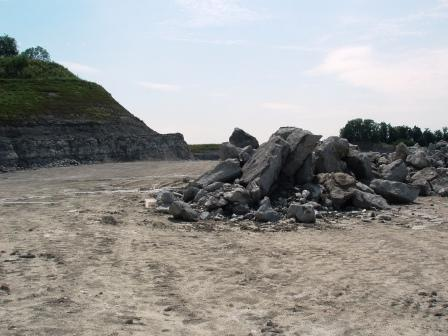
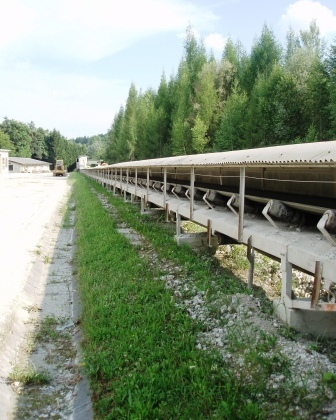
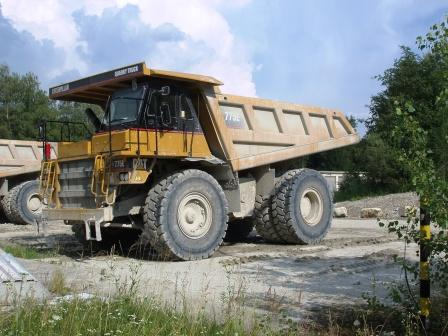